# Ochyrocera
Ochyrocera es un género de arañas araneomorfas de la familia Ochyroceratidae. Se encuentra desde México a Perú.

## Lista de especies
Según The World Spider Catalog 14.5:
- Ochyrocera aragogue Brescovit, Cizauskas & Mota, 2018
- Ochyrocera arietina Simon, 1891 — Cuba, St. Vincent
- Ochyrocera atlachnacha Brescovit, Cizauskas & Mota, 2018
- Ochyrocera bicolor González-Sponga, 2001 — Venezuela
- Ochyrocera cachote Hormiga, Álvarez-Padilla & Benjamin, 2007 — Hispaniola
- Ochyrocera caeruleoamethystina Lopez & Lopez, 1997 — Guayana Francesa
- Ochyrocera charlotte Brescovit, Cizauskas & Mota, 2018
- Ochyrocera chiapas Valdez-Mondragón, 2009 — México
- Ochyrocera coerulea (Keyserling, 1891) — Brasil
- Ochyrocera coffeeicola González-Sponga, 2001 — Venezuela
- Ochyrocera cornuta Mello-Leitão, 1944 — Brasil
- Ochyrocera corozalensis González-Sponga, 2001 — Venezuela
- Ochyrocera dorinha
- Ochyrocera fagei Brignoli, 1974 — México
- Ochyrocera formosa Gertsch, 1973 — Guatemala
- Ochyrocera hamadryas Brignoli, 1978 — Brasil
- Ochyrocera ibitipoca Baptista, González & Tourinho, 2008 — Brasil
- Ochyrocera janthinipes Simon, 1893 — Venezuela
- Ochyrocera juquila Valdez-Mondragón, 2009 — México
- Ochyrocera laracna Brescovit, Cizauskas & Mota, 2018
- Ochyrocera magali
- Ochyrocera minima González-Sponga, 2001 — Venezuela
- Ochyrocera misspider Brescovit, Cizauskas & Mota, 2018
- Ochyrocera monica
- Ochyrocera oblita Fage, 1912 — Venezuela
- Ochyrocera Perúana Ribera, 1978 — Perú
- Ochyrocera quinquevittata Simon, 1891 — St. Vincent
- Ochyrocera ransfordi (Marples, 1955) — Samoa
- Ochyrocera rosinha
- Ochyrocera simoni O. P.-Cambridge, 1894 — México
- Ochyrocera subparamera González-Sponga, 2001 — Venezuela
- Ochyrocera thibaudi Emerit & Lopez, 1985 — Antillas Menores
- Ochyrocera ungoliant Brescovit, Cizauskas & Mota, 2018
- Ochyrocera varys Brescovit, Cizauskas & Mota, 2018
- Ochyrocera vesiculifera Simon, 1893 — Venezuela
- Ochyrocera viridissima Brignoli, 1974 — Brasil